# Пясецкий, Франк Николас
Франк Ни́колас Пясе́цкий (англ. Frank Piasecki, 24 октября 1919 года, г. Филадельфия, штат Пенсильвания, США — 11 февраля 2008 года, Хейверфорд, штат Пенсильвания, США) — американский авиаконструктор польского происхождения, пионер разработки вертолётов продольной схемы.

## Биография
В 1940 году вместе со своим одноклассником Говардом Вензи образовал компанию PV Engineering Forum, позже ставшую Piasecki Helicopter Corporation (с 1946 года). Построил одноместный одновинтовой вертолёт PV-2, впервые поднял его в воздух 11 апреля 1943 года. Этот вертолёт произвёл впечатление на ВМС США и Пясецки получил официальный военный контракт.
Разработал продольную схему для вертолётов, где несущие винты расположены в носовой и хвостовой части фюзеляжа.
Строил такие вертолёты как Piasecki HRP Rescuer, Пясецки H-21, CH-46 Си Найт, CH-47 Чинук.
После конфликта с Советом директоров ушёл в 1955 году из Piasecki Helicopter и основал Piasecki Aircraft Corporation.
В 1956 году название Piasecki Helicopter было изменено на Vertol Aircraft Corporation (от «вертикальный взлёт-посадка» — vertical takeoff and landing), а в 1960 году Vertol была куплена компанией Боинг и стала её подразделением Boeing Vertol Division (в 1987 году подразделение переименовано в Boeing Helicopters).
В 1986 году Президент США Рональд Рейган вручил Пясецкому высшую техническую награду страны — Национальная медаль США в области технологий и инноваций.
В 2005 году он получил прижизненную награду подразделения Смитсоновского Института — Национального музея авиации и космонавтики.
Умер в своём доме 11 февраля 2008 года, в возрасте 88 лет, после серии инсультов.